# Marko Torres
Marco Antonio Torres Mujica, conocido por su seudónimo Marko Torres (Valparaíso, 9 de mayo de 1977), es un dibujante de cómics, ilustrador y animador chileno. Su primera novela publicada fue el cómic Hermanos Rata en el año 1995, y dentro de sus obras más reconocidas se encuentran cómics infantiles tales como Yonky el Zombi (2005) y Mutant Boyz (2014). Su obra más reciente es el cómic Super Ninja Kururo, publicado en el año 2017, que fue ganador del premio Banda Dibujada en Argentina como mejor libro de historieta de ficción para niños de autor extranjero del mismo año.
Además de trabajos personales ha cooperado en distintas obras como ilustrador, siendo su colaboración más reconocida la saga de Julito Cabello del escritor Esteban Cabezas, junto con El aroma más monstruoso y ZAP del mismo autor. Además ha escrito y dirigido la serie animada  Quíromon, serie animada emitida por ETC Tv, el cortometraje animado El Profesor Fusión emitidos por el programa Flash MTV y otros varios cortos animados. Además, Marko Torres fue partícipe en el diseño de personajes de la serie Ogú, Mampato y Rena, serie en homenaje a la historieta de culto chilena Mampato de Themo Lobos, emitido por Cartoon Network.

## Biografía
Nació en Valparaíso, Chile, donde recibió su educación básica en la Escuela Fray Luis Beltrán, Colegio Salesianos de Valparaíso y la Escuela Alemania. Realizó su educación media en el Liceo Eduardo de la Barra y Liceo Barón, y luego estudió Diseño Gráfico en la Universidad de Playa Ancha. Su interés por el dibujo y la ilustración comenzó cuando él era bastante bastante joven y, a su temprana edad, comenzó a adentrarse en el mundo de la ilustración. En el año 1987 vio su primer cómic publicado en la revista Cucalón de Themo Lobos, una plataforma donde se publicaban los dibujos e historietas que mandaban niños. En la escuela dibujaba caricaturas de sus compañeros, dibujos que fue dando detalle y más adelante publicó en formato fanzine con el nombre de los Hermanos Rata, y con las que comenzó a iniciarse en ilustración y su futura carrera.
En el año 1991 trabajó en ilustraciones, diseños y cómics para la revista Quinta Imagen de El Mercurio de Valparaíso. Con solo catorce años vio personajes suyos como Perro Clip, los Hermanos Rata y Yoyo Pollo, personaje que luego continuó para un concurso de cómics a nivel nacional, y comenzó a hacer su nombre conocido. En esta entrega de la revista ilustró las notas y la sección de juegos. Colaboró con esta revista hasta el año 1998 haciendo entrega de cómics como “Especial de Navidad”. Durante el año 1992 impartió clases de cómics e ilustración en la SEREMI de educación en Viña del Mar, y ganó además el primer lugar nacional del concurso realizado por el programa Tu vida cuenta en el área de cómics. En 1996 obtuvo de la misma manera el primer lugar en el concurso de cómics de Valparaíso.
Es en el año 1995 donde publica los primeros tres números de su cómic de los Hermanos Rata mencionados anteriormente, financiados en parte por el Instituto Nacional de la Juventud, y años más tarde seguiría publicando números de este cómic que tuvo una muy buena recepción por parte de sus lectores. Los Hermanos Rata siguen a la dupla de hermanos, "Shato" y "Jote", en sus desventuras por las calles, mostrando situaciones cotidianas con sarcasmo y un latente humor negro. Esta fue su primera publicación de cómics en un formato físico.
Su trabajo en publicación de revistas continuó años después. Publicó el personaje “Waldo” en la sección de cómics semanal del diario El Expreso de Viña del Mar (1997), ilustró para el diario La Estrella de Valparaíso en la sección “La guillotina” (1998), en los  años 1999 y 2002 realiza ilustraciones para artículos, cómics y portadas para Timón, un suplemento semanal del diario El Mercurio de Santiago. Más adelante en su carrera seguirá ilustrando tiras cómicas para revistas e ilustrar catálogos y distintos proyectos.
En el año 2000 dibuja ilustraciones para la revista Vida B, de la campaña Vida Buena en Santiago, además de realizar el dibujo y guion junto al ilustrador Jucca para su cómic El Matutex, parodia de la conocida serie de películas Matrix, escribió el storyboard y dibujó la animación para el 2º festival de Video Educativo de Viña del Mar en el Canal 13. Creó en este mismo año el sitio de cómics chileno www.comicchile.cl.  Al año siguiente continúa con ilustraciones de revistas, en esta ocasión para la revista Qué Pasa, además de trabajar en el dibujo y guion para el cómic de naturaleza satírica Harry Potto de Botella y la tarjeto del crédito filosofal junto con el autor chileno Jucca. Este es la primera entrega de una saga de cómics que parodian a la famosa saga de J.K. Rowling en la que continuará trabajando hasta el año 2004. Durante el año 2002 se mantiene realizando tiras cómicas para Timón llamadas Corman el perro y realiza ilustraciones para compañías como KENDY, Proplas Ltda. y VTR.
Para el 2003 vuelve a realizar talleres de dibujo, esta vez en la Universidad de Valparaíso ya con más experiencia, además de escribir el guion y hacer las ilustraciones para su cómic Spuberman. En este año trabaja con el escritor Esteban Cabezas, donde ilustra el libro de Las descabelladas aventuras de Julito Cabello, publicado por Editorial Norma. Esta es la primera vez que publica con dicha editorial, con la que luego publicará más obras el próximo año como S.a.n.t.a. Virus, novela escrita e ilustrada por él mismo de temática navideña, y Julito Cabello contra la lata tóxica, donde el guion fue escrito por el escritor anteriormente mencionado.
En el 2005 publica Operación Susto para la revista Berserker, y publica su cómic Yonky el zombi, uno de sus cómics infantiles más reconocidos, con Editorial Norma. El cómic narra las desventuras de Yonky y su amigo Lalo Bellaco, que se encuentran en un mundo de humanos donde monstruos como ellos ya no asustan.
Al año siguiente publica el segundo libro de esta misma saga, y además realiza proyectos animados, como el piloto de Brujas, las chicas adolescentes para la productora Cubo Negro, y a manera personal dirige y anima el cortometraje animado El Profesor Fusión. Este último fue el proyecto ganador del Fondo de Fomento Audiovisual del Consejo de la Cultura y Las Artes, fondo otorgado por el Ministerio de Cultura de Chile en el 2006.
En el año 2007 saca el libro Guía Mitológica Ilustrada de Chile con el autor Renzo Soto y un grupo de otros ilustradores incluyendo a Abbay, Aldo Ruiz, Bufoland (Walter Veláquez) Carpe, Christiano, Carlos Osorio, Juan Vásquez, Jucca, Kaek (Carlos Eulefí), Marcelo Espíndola, Máximo Kafumán, Nelson Soto, Pato González, Rodrigo Leiva, Romina Toro, Tec (Cristian Díaz) y Vitroue. Este fue el proyecto ganador del Fondo Nacional de Fomento del Libro y la Lectura del CNCA.
En el 2008 publica un libro de su corto El Profesor Fusión en el Grupo Editorial Norma, y durante este año trabaja para la adaptación internacional de sus novelas como Yonky el zombi, Yonky el zombi 2: El hotel de los monstruos y S.a.n.t.a. Virus para Grupo Editorial Norma Colombia.
Durante el 2009 lanza al aire en conjunto con Activo Studio la serie de Quiromón,que trata de un superhéroe que intenta salvar a su ciudad de los villanos que la atacan. Cada capítulo tenía una duración de dos minutos y medio y contó de una temporada con 20 capítulos que fue difundida por ETC Tv hasta el año 2010. Durante este año comienza a trabajar en la empresa Imagina Chile, donde realiza animaciones e ilustraciones.
En los años siguientes continúa sacando continuaciones de sus novelas y cómics y comienza a trabajar con nuevas editoriales: Ediciones SM, ZIGZAG, Kapelusz y Editorial Ril. En el 2013 publica con esta última mencionada el cómic de la serie Quiromón.
Más adelante publica Mutant Boyz y Super Ninja Kururo, ambos cómics para niños ilustrados y escritos por él, junto con sacar continuaciones a su conocida saga de Yonky el zombi. En el año 2017 es nominado y ganador del clásico premio Banda Dibujada en Argentina como mejor libro de historieta de ficción para niños de autor extranjero para su cómic Super Ninja Kuduro, y en el año 2018 publica la secuela de este cómic. Aporta además en el año 2017 storyboard y el diseño de personajes para la series animada Ogú, Mampato y Rena, adaptación animada de los conocidos cómics del ilustrador chileno Themo Lobos, Mampato, serie que fue emitida por la prestigiosa cadena de televisión Cartoon Network.
Vive en Santiago de Chile y se encuentra trabajando en futuros proyectos de animación e ilustración.

### Estilo
En sus cómics se puede ver un estilo influenciado por el cartoon clásico, y el humor que se distingue en la mayoría de sus obras es bastante picaresco, y en sus obras más maduras como los Hermanos Rata destaca el humor negro que se refleja en su estilo de dibujo. Por lo general, sus trabajos van dirigidos para una audiencia infantil.

### Referentes
Ha manifestado que los referentes de sus trabajos son el autor chileno Themo Lobos y las obras clásicas de Pepo, junto con los artistas contemporáneos Pato González, Eduardo de la Barra y Jucca. Alejándose de su país natal, también toma como ejemplo a Robert Crumb, Carl Barks, y los famosos dibujos animados de Warner Brothers.

## Trabajos

### Cómics publicados
- Los Hermanos Rata: tomos 1, 2, y 3, 1995
- Los Hermanos Rata tomo 4, 1998
- El Matutex (en colaboración con Jucca), 2000
- Harry Potto de Botella y la tarjeta del crédito filosofal (en colaboración con Jucca), 2001
- Los Hermanos Rata tomo 5, 2001
- Harry Potto de Botella y la cámara de gases (en colaboración con Jucca), 2002
- Spuberman, 2007
- S.a.n.t.a. Virus, 2004
- Harry Potto de Botella y el reo de rascaban (en colaboración con Jucca), 2004
- Yonky el zombi, 2005
- Yonky el zombi 2: El Hotel de los Monstruos, 2006
- El Profesor Fusión, 2008
- Yonky el zombi Superestrella, 2009
- Yonky el zombi: el crucero del terror, 2011
- ZAP (en colaboración con Esteban Cabezas), 2012
- Hermanos Rata, fina selección, 2012
- Quíromon, héroe en entrenamiento'', 2013
- Mutant Boyz, 2014
- Los terroríficos juegos Yonky el zombi, 2014
- Super Ninja Kururo, 2016
- Super Ninja Kururo 2, 2018

### Animaciones
- Brujas, las chicas adolescentes (Piloto) para Cubo Negro, 2006
- El Profesor Fusión, 2006
- Quíromon, la serie (en conjunto con Activo Studio), 2009
- Yonky el zombi, la serie reanimada (Piloto), 2016
- Mutant Boyz, la serie animada (Piloto), 2017

### Ilustraciones en novelas
- Las descabelladas aventuras de Julito Cabello de Esteban Cabezas, 2003
- Julito Cabello contra la lata tóxica de Esteban Cabezas, 2004
- Julito Cabello y los zombies enamorados de Esteban Cabezas, 2006
- El Aroma Más Monstruoso de Esteban Cabezas, 2007
- Guía Mitológica Ilustrada de Chile de Renzo Soto, 2007
- María la dura en: no quiero ser ninja de Esteban Cabezas, 2009
- María la dura en: un problema peludo de Esteban Cabezas, 2011
- El diario secreto de Julito Cabello de Esteban Cabezas, 2012
- Guía mundial OVNI del profesor Ambrosius Malatesta de Arturo Mora Esquivel, 2013
- Besito en la frente de Valentina Villagra, 2015
- Julito Cabello vs las tribus urbanas de Esteban Cabezas, 2018